# Nostalgia (novela)
Nostalgia es una novela del escritor rumano Mircea Cărtărescu. La novela fue escrita bajo la opresión del régimen de Ceaușescu, teniendo grandes dificultades para ser publicada. Cuando la novela se publicó en 1989 bajo el nombre de Visul ("El Sueño"), lo hizo en una versión fuertemente censurada, y solo tras la caída de la dictadura pudo publicarse en su totalidad en 1993. La traducción en español se publicó en 2012.

## Argumento
Nostalgia se compone de cinco historias vagamente conectadas entre sí, entrelazadas con una lógica onírica. La primera trata de un jugador de ruleta rusa en Bucarest con un improbable golpe de suerte. Otros temas centrales son los recuerdos de la infancia y la representación de la opresión.

## Recepción
Laura Savu escribió sobre Cărtărescu en World Literature Today: "Su fervor intelectual, su deslumbrante juego lingüístico y su prosa visceral [...] a menudo tocan un nervio cultural".